# مارك بنجامين (مصور سينمائي)
مارك بنجامين (بالإنجليزية: Mark Benjamin)‏ هو مصور سينمائي أمريكي، ولد في 1947.

## وصلات خارجية
- مارك بنجامين على موقع IMDb (الإنجليزية)
- مارك بنجامين على موقع ألو سيني (الفرنسية)
- مارك بنجامين على موقع أول موفي (الإنجليزية)
- مارك بنجامين على موقع قاعدة بيانات الأفلام السويدية (السويدية)
- مارك بنجامين على موقع قاعدة بيانات الفيلم (الإنجليزية)
- مارك بنجامين على موقع كينوبويسك (الروسية)